# Малий Корен
Малий Корен (словен. Mali Koren) — поселення в общині Кршко, Споднєпосавський регіон, Словенія. Висота над рівнем моря: 154,8 м.